# Dobromir da Lusácia
Dobromir de Lusácia foi um nobre eslavo que viveu na segunda metade do século X, tendo sido príncipe de Lusácia. 
As suas referências encontra-se no trabalho do cronista medieval e bispo de Merseburgo de origem alemã Tietmaro de Merseburgo, que o fazem pai de Emnilda de Lusácia, a terceira esposa de Boleslau I da Polónia, "o Bravo" (967 – 17 de Junho 1025), Príncipe e depois rei da Polónia. Nesta identificação é-lhe atribuído o título de "o príncipe venerável".

## Relações familiares
Foi filho de Tęgomir stodorański (? - 938), príncipe Stodoran e casado com Milsko, de que teve:
1. Emnilda de Lusácia (c. 970 - 1017) casada com Boleslau I da Polónia "o Bravo" ou o "Valente" (967 – 17 de Junho 1025), o primeiro rei da Polónia, filho do duque Miecislau I e da princesa checa Dubravca.